# Peter Ramsauer

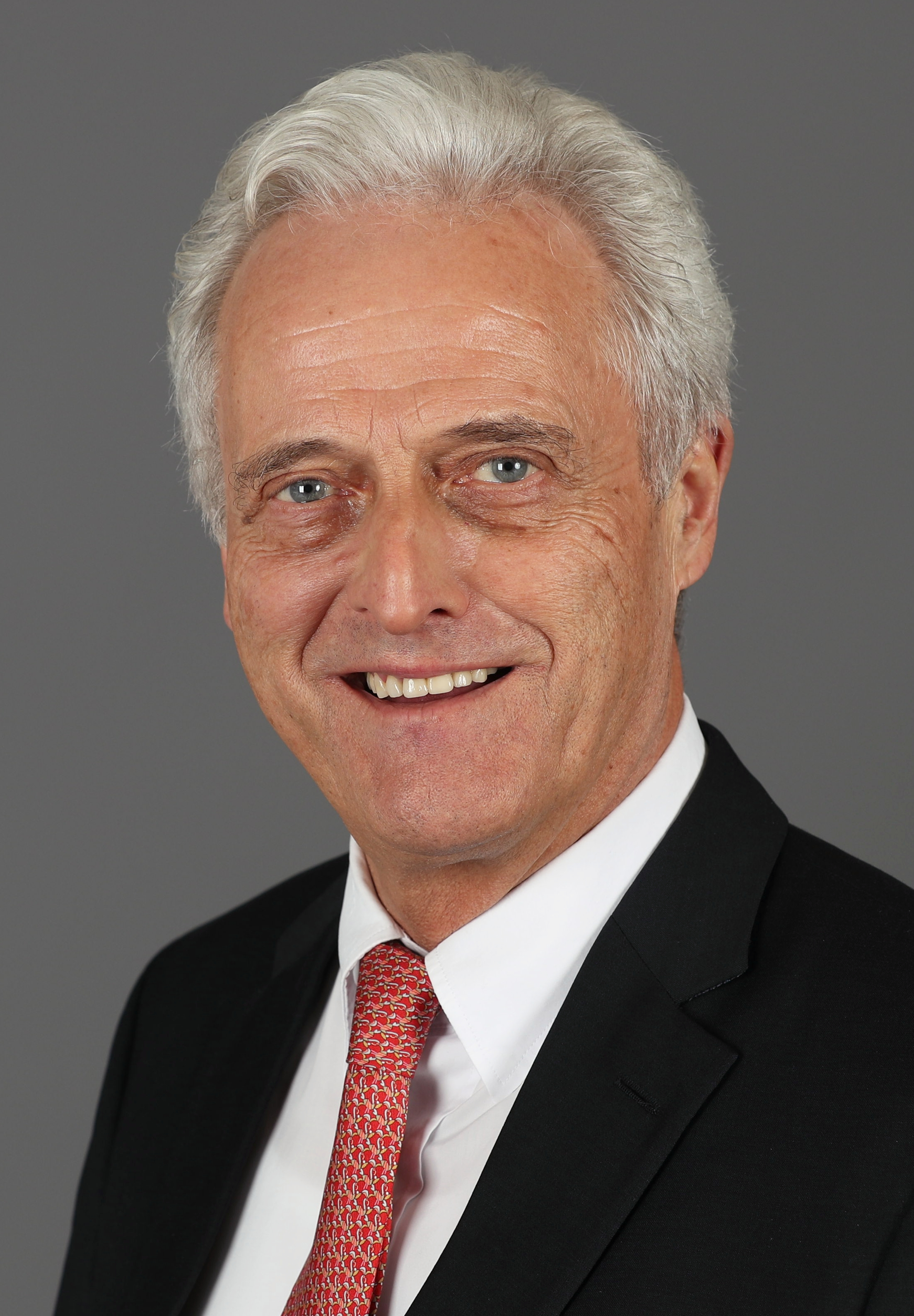
Peter Ramsauer (2020)

Peter Ramsauer, född 10 februari 1954 i Traunwalchen, är en tysk politiker (CSU).
Från den 28 oktober 2009 till 17 december 2013 var han Tysklands infrastrukturminister (trafik, byggande och stadsutveckling) i Regeringen Merkel II. Från 2005 till 2009 var han ordförande i CSU:s delstatsgrupp i Förbundsdagen och förste vice ordförande i CDU/CSU:s förbundsdagsgrupp. I oktober 2008 valdes han till vice ordförande i sitt parti. I Förbundsdagsvalet 2009 var han CSU:s toppkandidat.

## Webblänkar
- Wikimedia Commons har media som rör Peter Ramsauer.
- Peter Ramsauers webbplats
- Förbundsdagens biografi
- Levnadsteckning av CDU/CSU-förbundsdagsgrupp